# Marktkirchhof 14 (Quedlinburg)

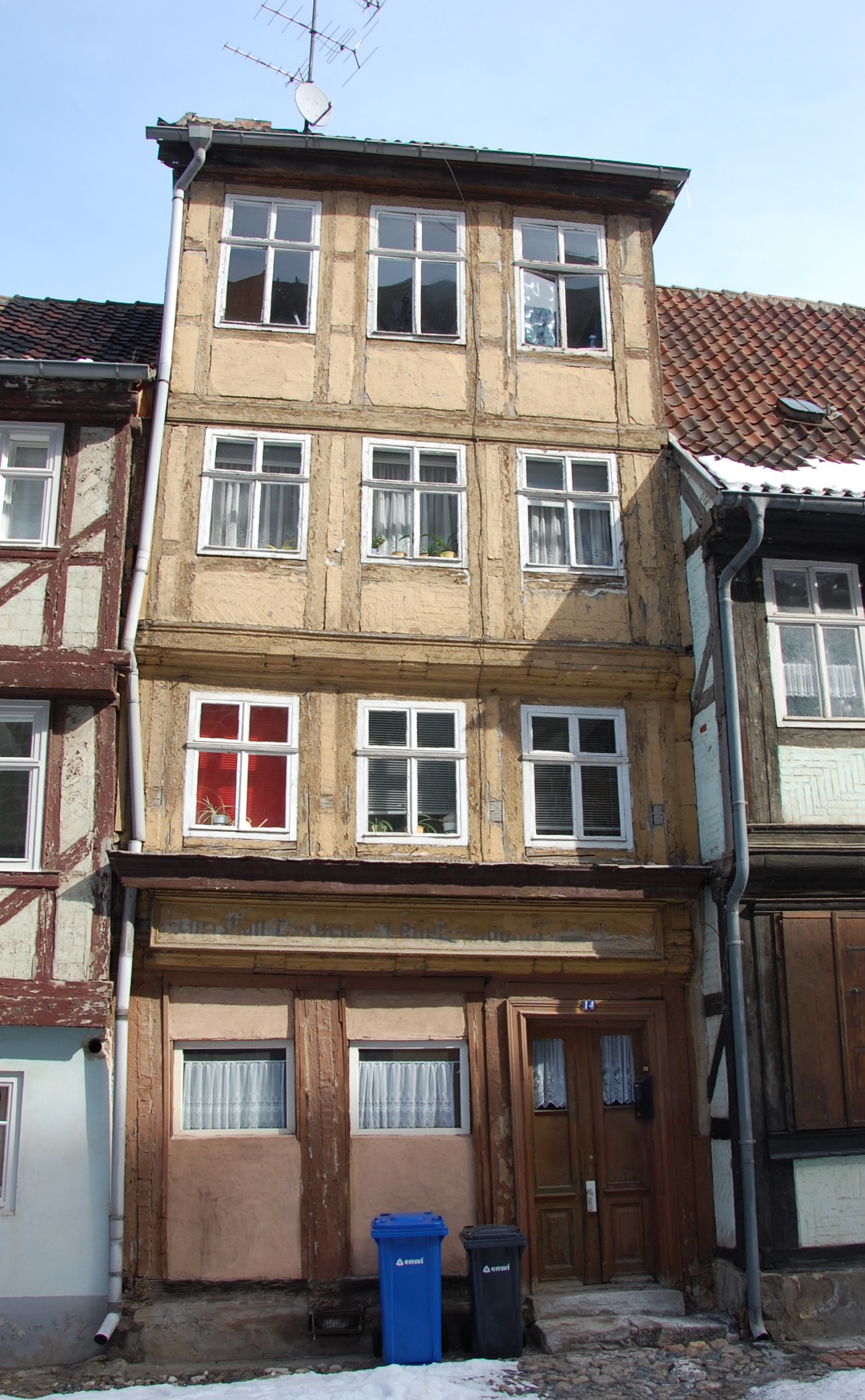
Haus Marktkirchhof 14, Südseite

Das Haus Marktkirchhof 14 ist ein denkmalgeschütztes Gebäude in der Stadt Quedlinburg in Sachsen-Anhalt.

## Lage
Es befindet sich in der historischen Quedlinburger Altstadt, nördlich des Marktplatzes der Stadt. Das im Quedlinburger Denkmalverzeichnis als Wohnhaus eingetragene Gebäude befindet sich an der Nordseite des Marktkirchhofs und gehört zum UNESCO-Weltkulturerbe. Seine südliche Fassade zeigt zum Marktkirchhof, die nördliche zum Kornmarkt. Westlich grenzt das gleichfalls denkmalgeschützte Haus Marktkirchhof 13, östlich das Haus Marktkirchhof 15 an.

## Architektur und Geschichte
Das viergeschossige Fachwerkhaus entstand im Jahr 1760. Auf der Nordseite besteht ein Zwerchhaus. Im 19. Jahrhundert wurde die südliche Fassade umgestaltet. Sowohl auf der Nord- als auch auf der Südseite wurden Anfang des 20. Jahrhunderts Ladeneinbauten im Stil des Neorokoko vorgenommen.